# Rekognosceringsfly
Et rekognosceringsfly ((latin): recognoscere for 'undersøge', 'genkende') er et militærfly med det formål at udspionere fjenden fra luften. Tidligere var rekognosceringsfly ubevæbnede udgaver af hurtige kampfly, f.eks. Lockheed F-5 og Saab SF-37 Viggen, efterhånden udstyres almindelige jagerfly med kapsler med rekognosceringsudstyr (f.eks. F-16 med Red Baron-kapsler med infrarøde kameraer).
Rekognosceringsfly medfører typisk fotoudrustning og billederne bliver først undersøgt efter landingen af fototydere. Efterhånden er det muligt at modtage real-time billeder under missionen. Fotorekognoscering kan anvendes til at udpege mål for senere luftangreb, og til at evaluere effektiviteten af luftangreb.
Rekognosceringsfly kan også udføre SIGINT, der er indsamling af fjendens elektroniske signaler, radar såvel som kommunikation. Disse elektroniske opklaringsfly er oftest større fly med mange besætningsmedlemmer (f.eks. Boeing RC-135).
Nogle rekognosceringsfly er fra starten af designet som et sådant og kaldes ofte for "spionfly". Berømte spionfly er Lockheed U-2 og Lockheed SR-71 Blackbird fra CIA. Disse er blevet overflødiggjorte af bedre satellitter og droner. Sidstnævnte kombinerer den passive efterretningsindsamling med en offensiv kapacitet.

## Eksempler på rekognosceringsfly
- Fokker C.V, IIIR

### Andenverdenskrig
- Messerschmitt Bf 110
- Supermarine Spitfire PR.XI
- Lockheed F-5
- Mitsubishi Ki-46 Dinah
- de Havilland Mosquito PR.XVI
- Arado Ar 234

### Den kolde krig og moderne tid
- English Electric Canberra PR.9
- Republic RF-84F Thunderflash
- McDonnell RF-101G Voodoo
- Jakovlev Jak-25RV 'Mandrake'
- Vought RF-8G Crusader
- Saab S-35E Draken (i Flyvevåbnet kaldet RF-35)
- McDonnell Douglas RF-4E Phantom II
- Northrop RF-5E Tigereye
- Mikojan-Gurevitj MiG-25R
- Hawker Siddeley Nimrod R.1
- Saab SF-37 Viggen
- Dassault Mirage III-R
- Saab JAS 39 Gripen
- Northrop Grumman RQ-4 Global Hawk
- Lockheed U-2
- Lockheed SR-71 Blackbird

## Fotorekognoscering
Under 2. Verdenskrig opstod Fighter Reconnaissance (FR), som var hurtige fly, der i lav højde trængte ind i fjendtligt luftrum for at fotografere udvalgte mål, f.eks. kamuflerede styrker. Da flyene samtidigt var ensædede blev opgaven lettere stressende for piloterne. Løsningen var at lade flere kameraer optage samtidige, overlappende billeder. Kameraer monteret med et synsfelt skråt til højre kaldes for Right Oblique (R), skråt til venstre Left Oblique (L) og skråt fremad for Nose Oblique (N). Lodrette kameraer betegnes tilsvarende Vertical (V). Kameraer i venstre side med forskellige depressionsvinkler og/eller objektiver nummereres L1 og L2 (tilsvarende med de andre).
En anden løsning var at automatisere fotograferingen med intervalometre (Pictures Per Second), hvor piloten kunne koncentrere sig om at undgå antiluftskytset og kameraerne optog typisk otte billeder i sekundet. Foruden at fremme en succesrig mission giver det også mulighed for stereoskopiske betragtninger.
Optagelser om natten kan foretages med magnesium-lysbomber, eller infrarøde kameraer.